# Bernay, Eure
Bernay là một xã trong vùng hành chính Normandie, thuộc tỉnh Eure, quận Bernay, tổng Bernay-Est und Bernay-Ouest. Tọa độ địa lý của xã là 49° 05' vĩ độ bắc, 00° 35' kinh độ đông. Bernay nằm trên độ cao trung bình là 108 mét trên mực nước biển, có điểm thấp nhất là 87 mét và điểm cao nhất là 173 mét. Xã có diện tích 24,03 km², dân số vào thời điểm 2010 là 10.449 người; mật độ dân số là 434 người/km².

## Thông tin nhân khẩu
| 1882  | 1962 | 1968  | 1975  | 1982  | 1990  | 1999  | 2010  |
| ----- | ---- | ----- | ----- | ----- | ----- | ----- | ----- |
| 7 643 | 9349 | 10009 | 10539 | 10548 | 10582 | 11024 | 10449 |

## Nhân vật
- Robert Lindet, Bộ trưởng Bộ tài chính
- Auguste Le Prévost, nhà khảo cổ và sử gia
- Christophe Cocard, vận động viên bóng đá
- Magdeleine Hue, họa sĩ
- Jeannine Delanys, họa sĩ
- Edith Piaf, nữ ca sĩ
- Alexandre de Bernay, nhà thơ
- Laure Lepailleur, nữ vận động viên bóng đá

## Địa điểm tham quan
- Nhà thờ Sainte-Croix
- Nhà thờ Notre-Dame de la Couture